# Коновалов Микола Семенович
Микола Семенович Коновалов (20 грудня 1907, село Велика Кіб'я Єлабузького повіту Вятської губернії, тепер Можгинського району Удмуртії, Російська Федерація — 24 жовтня 1993, місто Москва) — радянський державний діяч, 1-й секретар Калінінського і Калінінградського обласних комітетів КПРС. Член ЦК КПРС у 1961—1986 роках. Депутат Верховної ради Російської РФСР 5-го скликання. Депутат Верховної Ради СРСР 3-го і 6—10-го скликань.

## Життєпис
Народився в селянській родині.
У лютому — листопаді 1925 року — секретар сільської ради селв Середні Юрі Вотської автономної області. У листопаді 1925 — вересні 1926 року — завідувач каси, заступник завідувача фінансової частини виконавчого комітету Велико-Кіб'їнської волосної ради Вотської автономної області. У 1925—1926 роках — відповідальний секретар Велико-Кіб'їнського волосного комітету комсомолу (РКСМ).
У вересні 1926 — серпні 1928 року — навчання у Вотській обласній школі радянського і партійного будівництва II-го ступеня.
У серпні 1928 — травні 1929 року — пропагандист Можгинського повітового комітету ВКП(б) в Бемижській волості Вотської автономної області.
Член ВКП(б) з 1929 року.
У тавні 1929 — січні 1930 року — голова правління Бемижського сільськогосподарського кредитного товариства Вотської автономної області.
У січні — листопаді 1930 року — завідувач Граховського районного відділу народної освіти Вотської автономної області.
У листопаді 1930 — березні 1931 року — завідувач культурно-пропагандистського відділу Граховського районного комітету ВКП(б).
У березні 1931 — лютому 1932 року — голова виконавчого комітету Граховської районної ради Удмуртської автономної області.
У лютому 1932 — квітні 1933 року — заступник завідувача Удмуртського обласного організаційного відділу.
У квітні 1933 — жовтні 1934 року — голова виконавчого комітету Сюмсинської районної ради Удмуртської автономної області.
У жовтні 1934 — березні 1936 року — голова виконавчого комітету Глазовської районної ради Удмуртської автономної області.
У березні 1936 — грудні 1938 року — 1-й секретар Ярського районного комітету ВКП(б) Удмуртської АРСР.
У грудні 1938 — жовтні 1940 року — 1-й заступник народного комісара землеробства Удмуртської АРСР.
У жовтні 1940 — лютому 1942 року — завідувач організаційно-інструкторського відділу Удмуртского обласного комітету ВКП(б).
У лютому 1942 — січні 1943 року — слухач Вищої школи парторганізатор при ЦК ВКП(б) (не закінчив).
У січні 1943 — жовтні 1946 року — відповідальний організатор, інструктор Управління кадрів ЦК ВКП(б).
У жовтні 1946 — вересні 1948 року — слухач Вищої партійної школи при ЦК ВКП(б).
У вересні 1948 — листопаді 1949 року — інспектор ЦК ВКП(б).
12 листопада 1949 — 5 липня 1951 року — 1-й секретар Калінінського обласного комітету ВКП(б). Одночасно у листопаді 1949 — березні 1950 року — 1-й секретар Калінінського міського комітету ВКП(б).
У липні 1951 — січні 1952 року — інструктор, у січні — грудні 1952 року — заступник завідувача сектора, в грудні 1952 — травні 1953 року — завідувач сектора, в травні 1953 — серпні 1954 року — заступник завідувача сектора організаційно-статутних питань відділу партійних, профспілкових і комсомольських органів ЦК КПРС. У серпні 1954 — січні 1956 року — завідувач сектора відділу партійних органів ЦК КПРС.
У січні 1956 — 10 червня 1961 року — 2-й секретар Калінінградського обласного комітету КПРС.
10 червня 1961 — 14 січня 1984 року — 1-й секретар Калінінградського обласного комітету КПРС. Наказав підірвати Кьонігсбергську фортецю.
Встановив рекорд — став найстарішим очільником партійного комітету в СРСР на момент припинення повноважень (звільнення або смерті), був звільнений на 77 році життя, побив рекорд Л.І.Брежнєва, який трохи не дожив до 76 років.
У січні 1984 — грудні 1987 року — член Комітету партійного контролю при ЦК КПРС.
З грудня 1987 року — персональний пенсіонер союзного значення в Москві.
Помер 24 жовтня 1993 року. Похований в Москві на Новому Донському цвинтарі.

## Нагороди
- три ордени Леніна (27.04.1966, 28.07.1971, 19.12.1977)
- орден Жовтневої Революції (11.12.1973)
- два ордени Трудового Червоного Прапора (22.08.1957, 13.04.1963)
- орден Вітчизняної війни ІІ ст. (13.07.1945)
- орден «Знак Пошани» (18.12.1987)
- медаль «За доблесну працю. В ознаменування 100-річчя з дня народження Володимира Ілліча Леніна»
- медалі